# 黄父鬼
黃父鬼是中國五、六世紀前後出沒於湖北省的妖怪，穿黄色的衣服，只要他对着门口开口笑，该户就会染瘟疫。大多时候见不到踪影，能变成女性、鸟兽或烟雾。能侵入别人家里。身體能變幻多端，也是豫章郡百姓信奉的鬼神，另说是全身從頭到腳都是黃色，能進出別人家，總是笑口常開，但是会让這家人一定生病。所以當地人非常怕它，外形也能千变万化，自称山神。分别记载于《太平廣記》和《述異記》。

## 参看
中国妖怪列表